# Typsnitt
Typsnitt, teckensnitt eller stilsort avser en uppsättning bokstäver, siffror och tecken med ett karakteristiskt och genomgående utseende, och ett gemensamt namn, till exempel Times New Roman, Helvetica, Berling antikva eller Futura.
Ett typsnitts karakteristiska utseende skapas av bland annat
- dess speciella proportioner mellan tecknens olika delar
- användningen av mjukare, rundade former eller skarpa och vinkelräta
- kontrasten (eller bristen därpå) mellan tunnare och grövre streck
- formernas slutenhet eller öppenhet

(Se vidare bokstavsanatomi).
I ett typsnitt kan i många fall ingå olika varianter. Dessa kan vara de olika grundformerna (rak eller kursiv), olika grovlekar eller sorter (fet, mager) eller olika bredder (kondenserad, extrabred etc). Typsnittet kan innehålla många kombinationer av dessa, som kondenserad mager rak eller extrabred fet kursiv. En hel del typsnitt har dock bara ett fåtal sådana varianter eller saknar dem helt.
Många typsnitt är uppkallade efter den bokstavstecknare eller (i äldre tid) stämpelskärare eller stilgjutare som skapat dem; till exempel Garamond, Baskerville och Bodoni.

## Huvudgrupper
Utifrån karakteristiska huvuddrag i bokstavsformerna kan typsnitt sammanföras i större grupper. Det förekommer flera sådana indelningar, och flera av grupperna har genom historien haft olika benämningar. Många av de äldre benämningarna användes fortfarande jämsides med modernare.
Svensk standard samlar typsnitten i ett antal teckenfamiljer, varav de viktigaste är:
- Garalder (även medieval, medievalantikva, humanistantikva, diagonalantikva eller renässansantikva). Exempel på garalder är Garamond eller Bembo
- Didoner (nyantikva), till exempel Didot eller Bodoni
- Realer (även kallade övergångsformer eller transantikva), till exempel Baskerville
- Centurer (tidningsantikva), till exempel Century Schoolbook
- Linjärer (förr kallade grotesker eller Sans-serif), t.ex. Futura och Helvetica
- Semilinjärer, t.ex. Optima
- Mekaner (förr kallade egyptienne), till exempel Beton eller Rockwell
- Skripter
- Extremer

En mer systematisk indelning, med flera undergrupper, har föreslagits av den svenska typografen och formgivaren Carl Fredrik Hultenheim. Denna indelning tar delvis fasta på andra formdrag, och indelningarna motsvarar inte varandra fullständigt: 
- Diagonalantikva med undergrupperna Primform och Diagonal (motsvarar huvudsakligen garalder)
- Vertikalantikva med undergrupperna Primvertikal, Vertikal utan konsol, Vertikal med konsol (motsvarar didoner)
- Transantikva (motsvarar realer)
- Linearantikva med undergrupperna Primlinear, Linear utan konsol, Linear med konsol; (inkluderar mekaner och centurer)
- Sans-serif med undergrupperna Linearform, Diagonalform och Vertikalform (inkluderar linjärer och semilinjärer)
- Skripter

## Font och typsnitt
Vad som konstituerar ett typsnitt har i hög grad förändrats med de tekniska språng som tryckarkonsten genomgått: från de första handskurna trätyperna, över de gjutna metalltyperna, till fotosättningens filmförlagor, och slutligen till dagens digitala filer som låter andra program rita upp bokstavsformerna på en bildskärm eller på en skrivare.
Typsnitt sammanblandas ofta med font. En font (eller fount) var traditionellt en komplett uppsättning av alla tecken i en viss storlek och stil av ett visst typsnitt, ett äldre namn på den kompletta uppsättningen är garnityr. Till exempel skulle den kompletta uppsättningen typer med 9 punkters rak Berling vara en font, medan uppsättningen med 10 punkters rak Berling var en annan, och 10 punkters kursiv Berling en tredje.
Eftersom ett digitalt typsnitt kan generera alla bokstavsstorlekar från en och samma fil, är det inte längre påkallat att skilja på dessa. I stället har betydelsen av ordet vidgats: i allmänt bruk används det ofta synonymt med typsnitt.
En mer korrekt innebörd skulle vara att med "en font" beteckna en digital fil, som är specifik till stil och vikt. De fyra digitala filerna med Berling rak, Berling kursiv, Berling fet och Berling fet kursiv skulle då vara fyra separata fonter, men tillsammans utgöra ett typsnitt.
Ordet font kommer från medeltidsfranskans fonte, med betydelse "smält", det vill säga den metallsmälta av vilken man göt de lösa typerna.
En är en enhet inom typografi som motsvarar halva höjden av ett bestämt typsnitt.

## Typsnitt, stilsort och teckensnitt
"Typsnitt" är den etablerade och mest använda termen, men i tryckeribranschen använder man ofta den betydligt äldre termen "stilsort". "Teckensnitt" introducerades som en synonym under 1980-talet och används mest i IT-sammanhang. Spridningen av ordet i svenska språket skedde parallellt med utbredningen av Microsoft Windows, där teckensnitt är den valda översättningen av engelskans font/typeface.
Många har en mycket bestämd uppfattning om vilken term som är mest lämplig att använda. En invändning mot att använda bildningar på "-snitt" är  att beteckningen härstammar från Gutenbergs tid, när bokstäverna skars i metall, vilket naturligtvis är föråldrat. En invändning mot att använda bildningar med "tecken-" är att vi fortfarande talar om typografi och typograf, inte "teckenografi" och "teckenograf".

## Variabla typsnitt

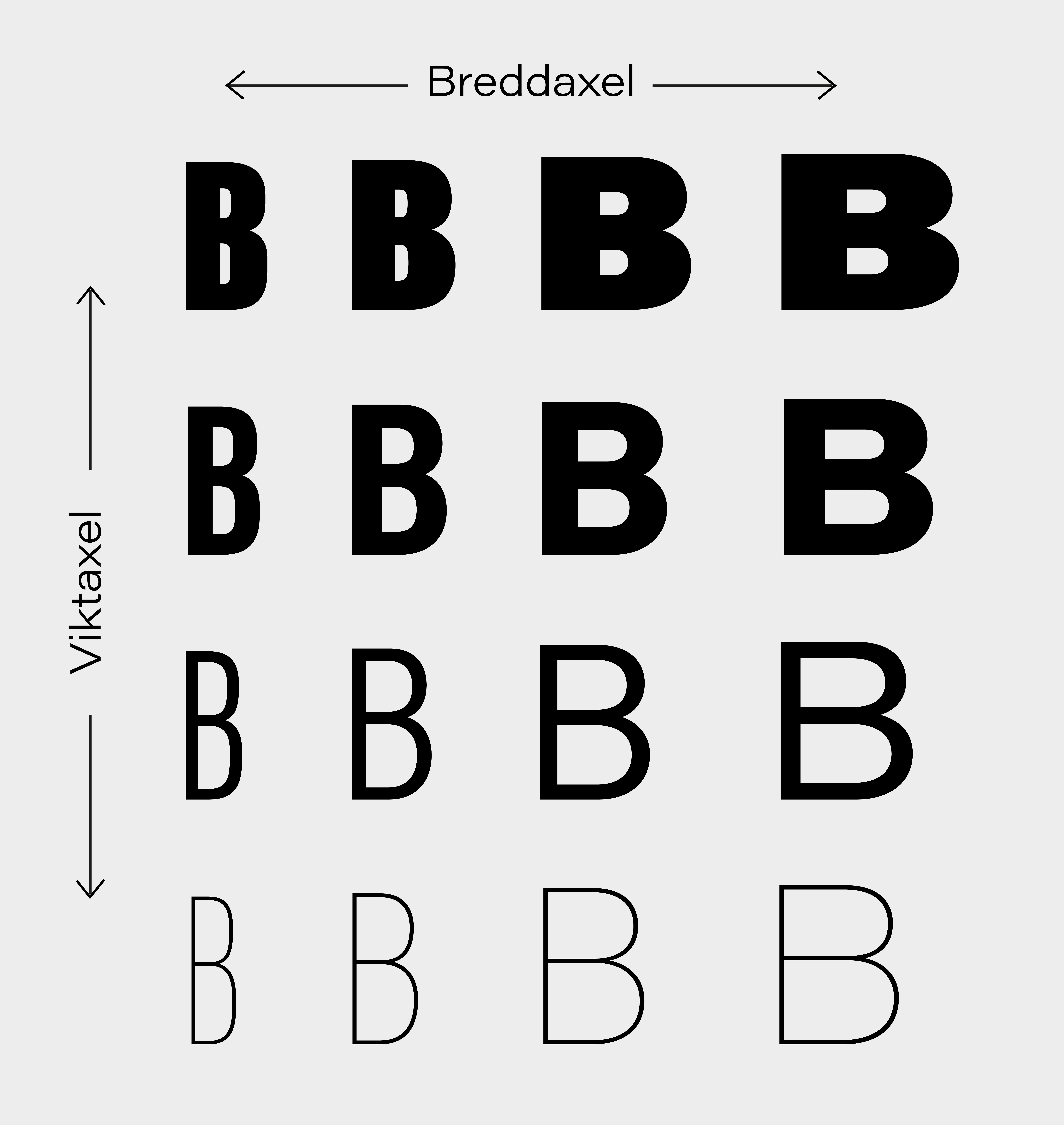
Interpolation i ett typsnitt med två masters/extremer

Opentype variable fonts (på svenska variabla typsnitt) är en teknik som möjliggör för en enstaka typsnittsfil att bära på en definierad mängd designvariationer. Variabla typsnitt introducerades som en utveckling av Opentype till OpenType 1.8. i september 2016 av Adobe, Apple, Google och Microsoft.
Tekniken brukar mekanismer för interpolation och extrapolering som har stöttats av verktyg för typsnittsutveckling i ett flertal år, tekniken har jämförts med Adobes multiple master fonts. Variabla typsnitt möjliggör för skräddarsydda typsnittsstilar att bli genererade genom interpolation och extrapolering.
Variabla typsnitt har främst sitt användningsområde på webbsidor. Fördelen med tekniken är att den märkbart kan minska den sammanlagda filstorleken när fler än en vikt används, dessutom kan formatet anpassa sig till storleken och bildförhållandet på en skärm. Dessa specifikationer gör att variabla typsnitt platsar på webbsidor. Eftersom typsnittets alla vikter är samlade i en fil möjliggör det för animering eller andra visuella lösningar.
Tidigare försök att skapa variabla typsnitt utifrån ett modulärt angreppssätt är Josef Alberts typsnitt Kombinationsschrift, från 1930. Alberts system tillät typsnittet att inte bara förändras i bredd, utan även i höjd och vikt. Denna definition av variabilitet blev passande då Kombinationsschrift var menat som ett typsnitt avsett för rubriker, och inte brödtext.

## Alla artiklar om enskilda typsnitt
- Kategori:Typsnitt

## Stilformgivare
- John Baskerville
- Giambattista Bodoni
- Karl-Erik Forsberg
- Claude Garamond
- Franko Luin
- Örjan Nordling
- Hermann Zapf